# Faro de Punta Carnero
El faro de Punta Carnero se halla emplazado en la punta de su nombre, en el extremo sur de la Bahía de Algeciras en el término municipal de Algeciras (provincia de Cádiz) España. Es de cuarto orden. 

## Historia
Proyectado por Jaime Font en 1864, quedó inaugurado en 1874. Es una torre cilíndrica de sillería de arenisca, de color amarillo. Su fuste es una réplica a menor escala del Faro de Chipiona. El plano focal se sitúa a 41 m sobre el nivel medio del mar y a 22 sobre el terreno.